# 马斯·门萨·拉森
马斯·门萨·拉森（丹麥語：Mads Mensah Larsen，1991年8月12日—），丹麦男子手球运动员。他曾代表丹麦国家队参加2016年和2020年夏季奥林匹克运动会手球比赛，获得一枚金牌和一枚银牌。